# Тодор Конов
Тодор Конов – Бакиш е български футболист и треньор. Той е първият наставник в историята на юношеския национален отбор на България. Брат е на боксьора Кръстьо Конов.

## Биография
Роден е през 1910 г. в село Добролево. На ранна възраст остава сирак и израства в сиропиталището „Христо Ботев“ във Враца. По време на престоя си във военния пансион за сираци в София се запалва по футбола и така през 1927 г. е привлечен в отбора на Владислав (София). Междувременно завършва техническото училище „Цар Борис III“ с два профила – лесовъд и земемер.
Талантът му е забелязан на по-високо ниво и през 1928 г. става част от втородивизионния тогава Шипка (София). Още в първия си сезон Конов помага на тима да се класира в Първа софийска дивизия. Отборът постига значителни успехи в края на 30-те години – през 1937 г. е спечелена купата „Улпия Сердика“, а през 1939 г. за единствен път в историята си тримуфира в турнира за Царската купа. Също през 1939 г. е повикан в разширения състав на националния отбор на България, но не влиза в игра. За Шипка в Националната футболна дивизия има 36 мача (1 през сезон 1937/38 и по 18 през сезоните 1938/39 и 1939/40).
По време на Втората световна война е треньор на сборния отбор на София, който играе приятелски мачове.
След 9 септември 1944 г. става част от тима на Чавдар (София), който възниква от обединението на Шипка с АС-23 и Спартак (Подуяне).
През 1946 г. е треньор на националния отбор на България на Балканското първенство. Под негово ръководство „трикольорите“ завършват наравно с Румъния и губят от Албания и Югославия. Впоследствие води и юношеския национален отбор. През 1950 г. е старши треньор на Червено знаме (София). В средата на 50-те години става юношески треньор в Локомотив (София).
През 1954 г. става първият наставник в историята на националния отбор за юноши. Води тима в общо 16 мача, като има 9 победи, 2 равенства и 5 загуби. Следващата година е помощник-треньор при дебюта на юношите ни в турнирите на УЕФА. Оставя трайна следа като юношески треньор, работейки още в Спартак (София), Ботев (Враца), ФК Димитровград, ФК Сливен и Металург (Перник).